# عنف معنوي
عنف معنوي هو نوع من الإيذاء النفسي، يُمارس على أشخاص لا يملكون السلطة أو المقدرة على ممارسة العنف، ويُعد أخطر أنواع العنف، يؤثر على الصحة النفسية أكثر مما يؤثر عليها العنف الجسدي أو المادي، لكونه لا يُشاهد أو يُلاحظ إلا من قبل المعتدى عليه، ولا يمكن معاقبة المتسبب به، وبالتالي فهو يترك آثارًا نفسية وخيمة ربما تقود إلى الانتحار أو الإصابة باضطرابات نفسية وسلوكية يصعب علاجها، وهو بمثابة طريق إلى العنف الجسدي على عكس العنف الرمزي الذي يظل كامنًا وخفيًا، ويولد العنف المعنوي لدى المعتدى عليه إحساسًا بالقهر والدونية وعدم الكفاءة، ويحدث عادةً على مستوى الأسرة والمجتمع، ويُمارس بكثرة في المجتمعات العربية خلال العلاقات الزوجية، ويصدر من الزوج تجاه الزوجة أكثر مما يصدر من الزوجة تجاه الزوج، وتتفاوت درجته من شخص لآخر، ويرجع ذلك إلى طبيعة الشخص المعتدى عليه ومدى حساسيته تجاه العنف، وقدرته على مواجهة هذا النوع من العنف.

## مظاهره
1. مراقبة الأشخاص والتحكم بهم.
2. تعمد إيذاء المشاعر بعد التملك.
3. انتقاد أصدقاء وعائلة الطرف الآخر، أو الانتقاص من اهتماماته وطموحاته.
4. المبالغة بحماية الآخرين.
5. تعمد إثارة الشعور بالذنب لدى الآخر.[1]

## صفات المعتدي في العلاقات العاطفية
1. التهور والرغبة في إرساء قواعد العلاقة على أساس غير منطقي
2. إظهار الغيرة من العائلة والأصدقاء والأشخاص المقربين
3. إتهام الآخرين في حال اضطربت العلاقة
4. فرض الرأي وتقييد الحرية
5. الاعتراف بالتمييز الجنسي
6. فرض الرقابة على الشؤون المالية
7. سرعة الغضب والانفعال والتصرف أثناء الغضب بطريقة غير سوية
8. اطلاق الأحكام الجارحة والعبارات المهينة
9. كثرة الذم وتحميل الطرف الآخر مسؤولية فشل كل شيء في الحياة العاطفية.[1]